# Karlheinz Töchterle

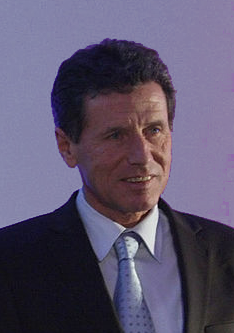
Karlheinz Töchterle (2012)

Karlheinz Töchterle (* 13. Mai 1949 in Brixlegg, Tirol) ist österreichischer Altphilologe und Politiker. Er war von 2007 bis 2011 Rektor der Leopold-Franzens-Universität Innsbruck und vom 21. April 2011 bis zum 16. Dezember 2013 Bundesminister für Wissenschaft und Forschung. Von Oktober 2013 bis November 2017 war er Abgeordneter zum Nationalrat.

## Leben
Karlheinz Töchterle studierte ab dem Wintersemester 1969/70 an der Universität Innsbruck die Fächer Klassische Philologie und Germanistik. Studienaufenthalte führten ihn auch an die Universität Konstanz und die Universität Padua. 1976 wurde er mit der Arbeit „Ciceros Staatsschrift im Unterricht“ in Klassischer Philologie zum Dr. phil. promoviert. Zwei Jahre später schloss er die Lehramtsprüfung in Deutsch und Latein ab und wurde zum Mag. phil. spondiert. Mit der Schrift „Seneca – Ödipus“ habilitierte sich Töchterle 1986 in Klassischer Philologie. Von 1976 bis 1997 wirkte er als Universitätsassistent am Institut für Klassische Philologie der Universität Innsbruck. Vertretungsprofessuren führten ihn an die Universität Graz und die Universität München.
Im Jahr 1997 erhielt Karlheinz Töchterle die  Berufung an den Lehrstuhl für Klassische Philologie der Universität Innsbruck. (Er war von 1987 bis 1989 Vorsitzender der gesamtösterreichischen Studienkommission Klassische Philologie gewesen.) Töchterle war von 2000 bis 2007 zudem Vorstand des Instituts für Sprachen und Literaturen und Studienleiter der Philologisch-kulturwissenschaftlichen Fakultät der Universität Innsbruck. Er war Vorsitzender des Kollegiums der Geisteswissenschaftlichen Fakultät von 1998 bis 2004. Von 2005 bis 2007 war er Studienleiter der Philologisch-kulturwissenschaftlichen Fakultät.
Vom 1. Oktober 2007 bis zum 21. April 2011 war er als Nachfolger von Manfried Gantner Rektor der Leopold-Franzens-Universität Innsbruck. Am 14. Dezember 2010 wurde er von Universitätsrat und Senat für die Zeit von 2011 bis 2015 einstimmig wiedergewählt. Am 19. April 2011 wurde bekannt, dass Töchterle Beatrix Karl als Bundesminister für Wissenschaft und Forschung nachfolgen wird.
Daher wurde Tilmann Märk am 21. April zunächst interimistisch und am 13. Dezember 2011 schließlich offiziell zum Rektor der Universität Innsbruck gewählt.
Die Forschungsschwerpunkte von Töchterle sind das antike Drama, Literatur der Kaiserzeit, neulateinische Literatur, Rezeptionsgeschichte und Fachdidaktik. Er gilt als Verfechter von Studiengebühren und Zugangsbeschränkungen an den Universitäten. 2011 gelang es Töchterle, das Ludwig Boltzmann Institut für Neulateinische Studien an die Universität Innsbruck zu holen, die weltweit erst zweite Forschungseinrichtung dieser Art.
Ab 2015 war er Präsident der Österreichischen Forschungsgemeinschaft, Ende Juni 2018 wurde Reinhold Mitterlehner zu seinem Nachfolger gewählt.
Für die Funktionsperiode 2023 bis 2028 wurde er Vorsitzender des Universitätsrates der Universität Mozarteum Salzburg.

## Politik

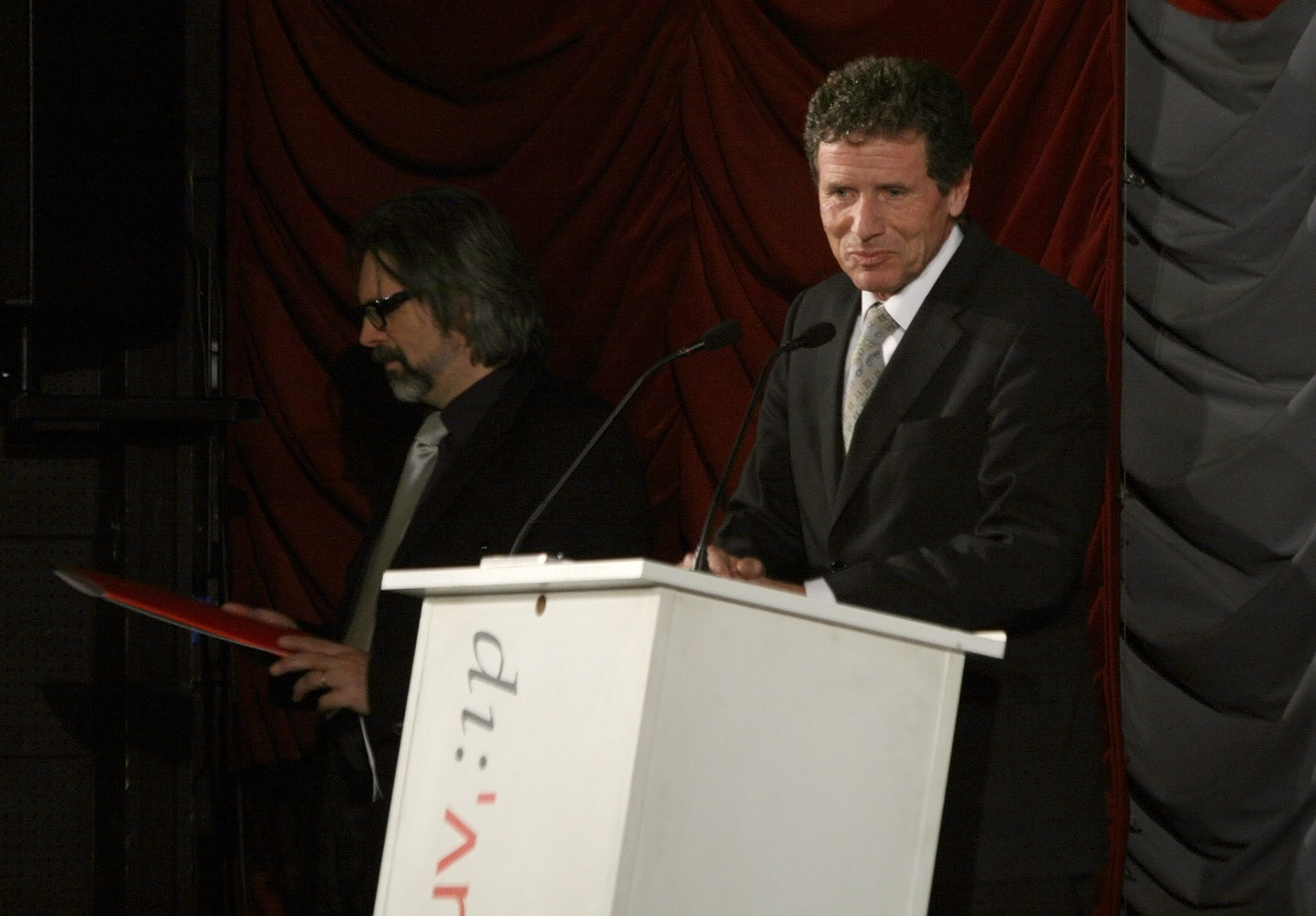
Karlheinz Töchterle (r., 2012)

Neben seinem Beruf machte Töchterle durch sein ökologisches Engagement in der Landespolitik auf sich aufmerksam. Bis zum Amtsantritt als Rektor der Innsbrucker Universität war er von 1992 an Gemeinderat in Telfes im Stubai, leitete den Umweltausschuss und war auch als Kulturreferent engagiert. 1994 wurde er für Die Grünen Tirol in den Tiroler Landtag gewählt, verzichtete aber aus beruflichen Gründen zugunsten der Bürgerinitiative auf das Mandat. Zwei Jahre später kandidierte er gegen Johannes Voggenhuber bei der Wahl um den Spitzenkandidaten der Grünen für die Europawahl 1996.
Töchterle ist parteilos.
Karlheinz Töchterle wurde am 19. April 2011 als Bundesminister für Wissenschaft und Forschung nominiert. Seine Angelobung als Bundesminister in der Bundesregierung Faymann I durch Bundespräsident Heinz Fischer erfolgte am 21. April 2011.
Obwohl nicht Parteimitglied, kandidierte Töchterle bei der Nationalratswahl 2013 in Tirol als Listenerster für die ÖVP, erhielt viele Vorzugsstimmen und nahm das Mandat an.
Am 12. Dezember 2013 wurde bekannt, dass Töchterle der Bundesregierung Faymann II nicht angehören werde, da in diesem Kabinett von ÖVP-Seite kein eigenständiges Wissenschaftsministerium mehr vorgesehen war. Töchterle kritisierte diese von ÖVP-Obmann Vizekanzler Michael Spindelegger getroffene Entscheidung und kündigte an, im Nationalrat dagegen zu stimmen. Das Wiener Nachrichtenmagazin profil bezeichnete es als den wohl schwersten Sündenfall der neuen Koalition, das Wissenschaftsministerium zugunsten eines völlig überflüssigen Familienministeriums abzuschaffen.

## Privates
Töchterle ist verheiratet und Vater von zwei Kindern.
Er verfasste mehrere Bild- und Textbände über das Stubaital und über Tirol und war langjähriger Mitarbeiter in der Kulturinitiative Stubai. In der Blasmusikkapelle spielt er Trompete und Flügelhorn.
Er ist seit Schülerzeiten Mitglied der römisch-katholischen Schülerverbindung K.Ö.St.V. Sternkorona Hall im MKV.

## Ehrungen und Auszeichnungen
- 2009: Großes Goldenes Ehrenzeichen für Verdienste um die Republik Österreich[10][11]
- 2017: Großes Goldenes Ehrenzeichen mit dem Stern für Verdienste um die Republik Österreich[12]
- 2018: Ehrensenator der Universität Innsbruck[13]
- 2022: Humanismus-Preis[14]

## Schriften
- Ciceros Staatsschrift im Unterricht, Universitätsverlag Wagner, Innsbruck 1978, ISBN 3-7030-0047-3
- Stubai: ein Talbuch, Tyrolia-Verlag, Wien/Innsbruck 1991, 2. Auflage, ISBN 3-7022-1660-X
- Tirol, Steiger Innsbruck 1993, ISBN 3-85423-114-8, zusammen mit Karl Defner
- Lucius Annaeus Seneca: Oedipus – Kommentar mit Einleitung, Text und Übersetzung, Winter, Heidelberg 1994, ISBN 3-8253-0120-6
- Neustift im Stubaital – Heimat und Destination, Universitätsverlag Wagner, Innsbruck 2008, ISBN 978-3-7030-0456-8, zusammen mit Luis Töchterle
- Köpfe zwischen Krise und Karriere, Innsbruck Univ. Press 2010, ISBN 978-3-902719-80-5